# Rivoluzione del 14 luglio
Con rivoluzione del 14 luglio si indica il colpo di Stato che, il 14 luglio 1958, portò alla deposizione del governo monarchico del Regno dell'Iraq e alla sua sostituzione con un nuovo regime di stampo repubblicano.
La rivoluzione venne messa in atto da un gruppo di ufficiali delle Forze armate irachene, capitanato dal generale Abd al-Karim Qasim e dal colonnello Abd al-Salam Arif. Ispirati dall'analoga azione che, nel luglio 1952, aveva portato alla deposizione della monarchia egiziana e alla sua sostituzione con un regime repubblicano, gli ufficiali iracheni erano guidati dagli ideali del nazionalismo panarabo e dall'ostilità per l'imperialismo delle potenze occidentali in Medio Oriente; particolarmente avversato era il governo del primo ministro Nuri al-Sa'id, che aveva nettamente schierato l'Iraq nel campo occidentale siglando il patto di Baghdad e promuovendo la creazione di una Federazione Araba con il Regno di Giordania.
I militari golpisti si assicurarono rapidamente il controllo della capitale Baghdad, dove la popolazione appoggiava le ragioni della rivoluzione; il re Faysal II d'Iraq, il primo ministro al-Sa'id e buona parte della famiglia reale finirono trucidati, segnando la fine del ramo iracheno della dinastia Hashemita. Il nuovo governo repubblicano, presieduto da Muhammad Najib al-Ruba'i ma retto in buona sostanza da Qasim, fece uscire l'Iraq dal patto di Baghdad e dissolse la neonata Federazione Araba, affrettandosi a stabilire alleanze con i paesi del Blocco orientale.

## La genesi della rivoluzione

### La crescita del panarabismo
Nel corso della seconda guerra mondiale, l'Iraq divenne il rifugio di un crescente numero di esponenti del nazionalismo arabo, animati in parte dal desiderio di rimuovere l'influenza imperiale che il Regno Unito esercitava sullo stesso Iraq. Questo sentimento prendeva origine in Iraq da un sistema educativo politicizzato e da una classe media sempre più assertiva e istruita: le scuole furono impiegate come strumenti per interiorizzare l'identità nazionalista panaraba, poiché tanto i dirigenti quanto i progettisti del sistema educativo iracheno degli anni 1920 e 1930 erano nazionalisti panarabi, e diedero un contributo significativo all'espansione di questa ideologia non solo in Iraq ma anche nel resto del mondo arabo. I due principali dirigenti del sistema scolastico iracheno, Sami Shawkat e Fadhil al-Jamal, assunsero come insegnati vari rifugiati politici provenienti dalla Palestina e dalla Siria: questi esiliati avevano trovato rifugio in Iraq a causa del loro ruolo nelle proteste anti-coloniali contro britannici e francesi, e promossero la coscienza nazionalista araba nei loro studenti iracheni. La crescente consapevolezza generale dell'identità araba portò di conseguenza a un crescente sentimento anti-imperialista.
Similmente, il sentimento panarabo crebbe progressivamente in tutto il mondo arabo, venendo promosso attivamente, in particolare, dal nuovo regime insediatosi in Egitto sotto Gamal Abd el-Nasser, un politico emergente e strenuo oppositore dell'imperialismo. Il Regno dell'Iraq dovette far fronte a questo crescente sentimento: Nuri al-Sa'id, primo ministro del regno durante gran parte degli anni 1930, 1940 e 1950, mostrava interesse circa l'idea di una federazione che riunisse gli Stati arabi della "Mezzaluna Fertile", ma era molto meno entusiasta circa la creazione di un unitario Stato panarabo. Al-Said portò l'Iraq ad aderire alla Lega Araba nel 1944, vedendo in questa un forum per riunire gli Stati arabi lasciando la porta aperta a una possibile futura federazione; la Carta fondativa della Lega, del resto, sanciva il principio di autonomia per ogni Stato arabo e faceva riferimento al panarabismo solo retoricamente.

### Il clima economico
L'economia dell'Iraq cadde in recessione e in un prolungato periodo di depressione subito dopo la fine della seconda guerra mondiale; l'inflazione andò fuori controllo e la qualità della vita degli iracheni peggiorò sensibilmente. Il primo ministro al-Sa'id e il principe Abd al-Ilah ibn Ali al-Hashimi, reggente per conto del re Faysal II ancora minorenne, erano continuamente in opposizione tra loro, non riuscendo a trovare un accordo su una politica economica coesa, su miglioramenti infrastrutturali o su altre riforme interne.
Nel 1950 al-Sa'id convinse la Iraq Petroleum Company ad aumentare le royalty pagate allo Stato iracheno per lo sfruttamento dei giacimenti petroliferi nazionali, guardando alle crescenti entrate petrolifere del Regno dell'Iraq per finanziare e promuovere lo sviluppo. Al-Sa'id stabilì che il 70% delle entrate irachene derivanti dal petrolio dovessero essere accantonate per lo sviluppo delle infrastrutture, sotto il controllo di un comitato per lo sviluppo composto da tre consulenti stranieri su sei membri totali; questa presenza straniera provocò tuttavia la disapprovazione popolare della politica di al-Sa'id. A dispetto di questo crescente sentimento anti-occidentale circa lo sfruttamento delle risorse petrolifere e i programmi di sviluppo economico, al-Sa'id assunse Arthur Salter, un economista ed ex-politico britannico, per indagare circa le prospettive di sviluppo dell'Iraq, visto che la riallocazione delle entrate petrolifere sembrava essere inefficace; Salter produsse vari suggerimenti su come implementare i progetti di sviluppo, ma l'avversione degli iracheni per la sua presenza fu massiccia.

### Lo scontento politico

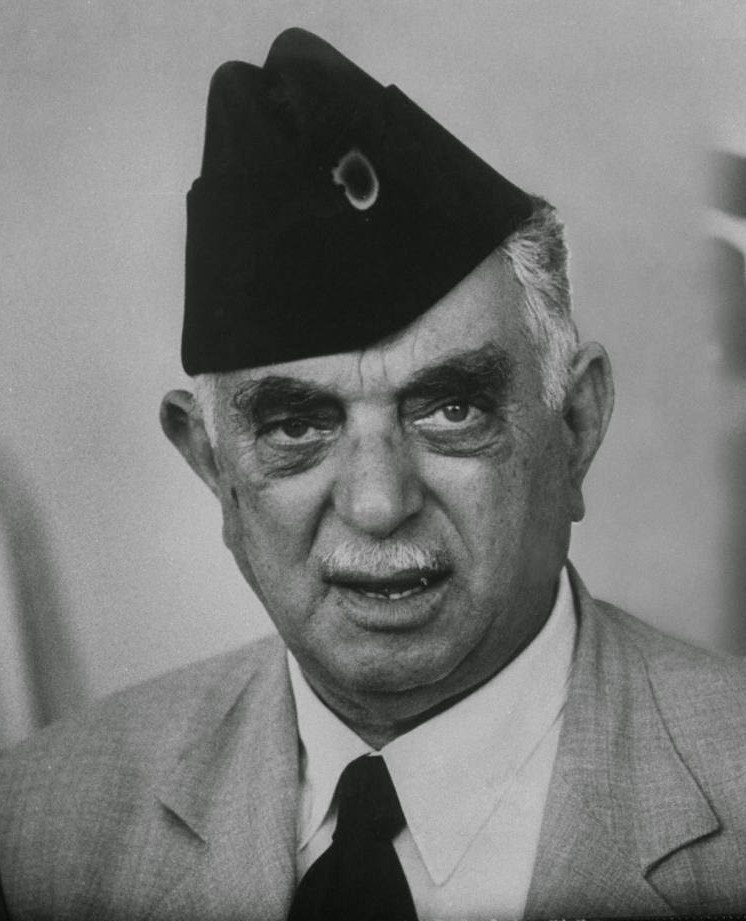
Nuri al-Sa'id, più volte primo ministro del Regno dell'Iraq, in una foto degli anni 1950

Durante la seconda guerra mondiale, le truppe britanniche occuparono militarmente l'Iraq per impedire una deriva della nazione verso il campo delle Potenze dell'Asse. Nel 1947 il primo ministro Sayyid Salih Jabr negoziò il ritiro delle ultime truppe britanniche dall'Iraq, formalizzato il 15 gennaio 1948 con la stipula del trattato di Portsmouth: l'accordo prevedeva, tra le altre cose, la costituzione di un consiglio di difesa congiunto britannico e iracheno per supervisionare la pianificazione militare dell'Iraq, e lasciava al Regno Unito un sostanziale controllo sugli affari esteri degli iracheni; l'Iraq continuava poi a rimanere legato al Regno Unito per quanto riguardava la fornitura di armamenti e l'addestramento delle proprie forze armate. Il trattato, con una durata prevista di 25 anni, sarebbe rimasto in vigore fino al 1973: un periodo troppo lungo perché i nazionalisti arabi iracheni potessero accettarlo. Come reazione alla stipula del trattato di Portsmouth e alla continua presenza britannica in Iraq, esponenti del nazionalismo arabo promossero una serie di disordini a Baghdad passati alla storia come la "rivolta Al-Wathbah"; la rivolta venne repressa, ma il nuovo primo ministro al-Sa'id dovette promettere un ripudio del trattato per placare gli animi dei nazionalisti arabi iracheni.
Nel 1955 l'Iraq aderì al "patto di Baghdad", un'alleanza militare regionale comprendente anche Iran, Pakistan e Turchia. Il patto stabiliva un accordo di difesa reciproco tra le quattro nazioni e venne appoggiato da Regno Unito e dagli Stati Uniti d'America in funzione di contrasto all'influenza comunista nell'area, ma venne decisamente avversato dai generali iracheni; l'Egitto di Nasser vide il patto come una provocazione e un mezzo di contrasto alla sua influenza regionale. Nel 1956, quando Nasser nazionalizzò la gestione del canale di Suez attirandosi l'ostilità di britannici e francesi, le relazioni tra Iraq ed Egitto peggiorarono ulteriormente: quando in seguito francesi, britannici ed israeliani attaccarono militarmente l'Egitto, il governo iracheno espresse supporto all'invasione. Il fatto che i legami imperiali avessero spinto l'Iraq a sostenere un'invasione di terre arabe portò a un'ampia disapprovazione da parte della popolazione irachena, che in gran parte simpatizzava con l'Egitto e rispondeva all'ideologia panaraba; l'opinione comune era che l'invasione dell'Egitto fosse un altro segno dell'aggressione e del dominio occidentale nella regione.
A dispetto degli sforzi di al-Sa'id per reprimere i crescenti disordini all'interno dei ranghi militari, concretizzatisi in programmi economici progettati a beneficio della classe degli ufficiali e nella stipula di accordi con gli Stati Uniti per rifornire l'esercito iracheno, la sua posizione fu significativamente indebolita dagli eventi della crisi di Suez e dalla sua associazione con i britannici. Nonostante i successivi tentativi di al-Sa'id di prendere le distanze dall'invasione anglo-franco-israeliana dell'Egitto, il danno alla sua posizione era stato fatto: l'Iraq divenne isolato nel panorama del mondo arabo, come messo chiaramente in luce dalla sua esclusione dal "trattato di solidarietà araba" stipulato nel gennaio 1957. La crisi di Suez giovò alla causa panaraba di Nasser e allo stesso tempo indebolì quei leader arabi che seguivano una politica filo-occidentale; le politiche di al-Sa'id rientravano saldamente in quest'ultimo campo e l'opposizione segreta al suo governo crebbe costantemente.
Il 1º febbraio 1958 l'Egitto e la Siria diedero un enorme impulso al movimento panarabo annunciando la loro unione nella cosiddetta "Repubblica Araba Unita" (RAU), una mossa che fece da catalizzatore per una serie di eventi culminati nella rivoluzione in Iraq; la formazione della RAU e la nobile retorica di Nasser che chiedeva un mondo arabo unito galvanizzarono il panarabismo in Iraq. I vertici iracheni non avevano alcun interesse in un'unione con l'Egitto, e proposero invece il 14 febbraio 1958 un proprio patto federativo panarabo con la Giordania, che come l'Iraq era una monarchia retta da una dinastia di origine hashemita; Regno Unito e Stati Uniti appoggiarono apertamente questa unione, ma molti iracheni comuni erano sospettosi e consideravano la Federazione Araba hashemita come un altro «strumento del loro signore supremo occidentale». Nel marzo 1958 il Regno Mutawakkilita dello Yemen si legò alla RAU siglando un'intesa di tipo confederale (gli Stati Arabi Uniti), quindi l'attenzione si spostò in Libano dove i siriani appoggiarono il locale movimento nazionalista arabo nella sua guerra civile contro il governo filo-occidentale del presidente Camille Chamoun. Al-Sa'id ritenne che una sconfitta di Chamoun avrebbe lasciati isolati l'Iraq e la Giordania, e tra maggio e giugno 1958 inviò aiuti al governo libanese; più fatalmente, al-Sa'id tentò di rafforzare la Giordania distaccando nel paese unità del Regio esercito iracheno, una mossa che fu un catalizzatore diretto per il colpo di stato.

## La rivoluzione
(Abd al-Karim Qasim)

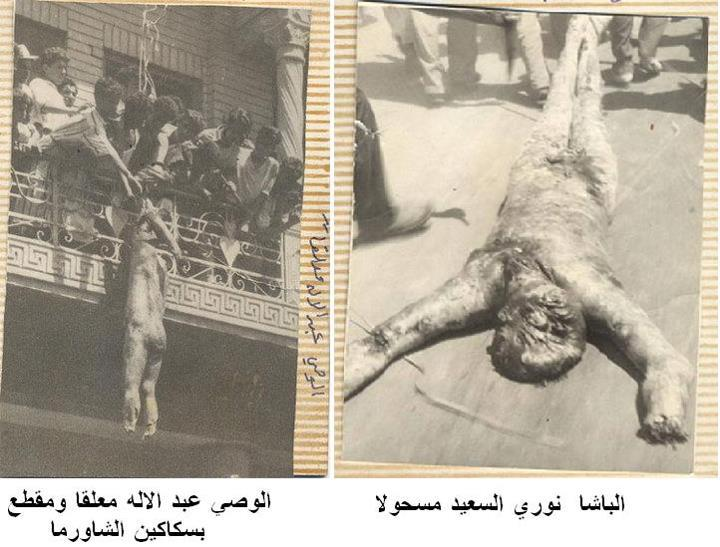
I corpi del principe al-Ilah (a sinistra) e del primo ministro al-Sa'id mutilati dalla folla in tumulto dopo la loro uccisione

Il colpo di stato del 14 luglio 1958 venne promosso da un gruppo identificato come "Organizzazione degli ufficiali nazionalisti" o "Liberi ufficiali", un'organizzazione segreta di ufficiali dell'esercito iracheno capitanata dal generale di brigata Abd al-Karim Qasim e dal carattere marcatamente panarabo. I "Liberi ufficiali" iracheni erano ispirati e modellati sul similare movimento degli "Ufficiali Liberi" egiziani che nel 1952 aveva rovesciato la monarchia in Egitto, ed erano trasversali a tutti i partiti e le fazioni politiche. Qasim era parte della stessa generazione da cui provenivano gli ufficiali autori della rivoluzione in Egitto, ed era cresciuto in un'epoca in cui il radicalismo e il panarabismo circolavano nelle scuole, comprese le scuole superiori e le accademie militari; molti dei "Liberi ufficiali" erano arabi sunniti provenienti dalla moderna classe media irachena, e consideravano come una loro missione il deporre i regimi corrotti che indebolivano l'idea di una nazione araba unificata e gettavano i loro paesi nella sventura.
I "Liberi ufficiali" iracheni erano un'organizzazione segreta, e molta della pianificazione e della scelta dei tempi del golpe venne gestita unicamente da Qasim e dal suo più stretto associato, il colonnello Abd al-Salam Arif. Gli ufficiali cercarono di assicurarsi il sostegno di Nasser e l'assistenza della RAU per attuare la rivolta, poiché temevano che i membri del Patto di Baghdad avrebbero successivamente rovesciato il governo da loro insediato come reazione al colpo di stato; Nasser tuttavia offrì solo un supporto morale, il cui significato materiale rimase abbastanza vago, e quindi l'Egitto non giocò in pratica alcun ruolo nella rivoluzione irachena.
La decisione di inviare truppe irachene in Giordania giocò a favore del golpe. Le unità prescelte erano infatti la 19ª Brigata, agli ordini del generale Qasim, e la 20ª Brigata, al cui interno si trovava il battaglione comandato da Arif, e il tragitto prescelto per il loro trasferimento passava per la capitale Baghdad. L'opportunità per un colpo di stato fu così presentata e colta dai cospiratori: Airf avrebbe marciato su Baghdad con la 20ª Brigata e avrebbe preso il controllo della capitale, mentre Qasim sarebbe rimasto con la 19ª Brigata in riserva a Jalawla.

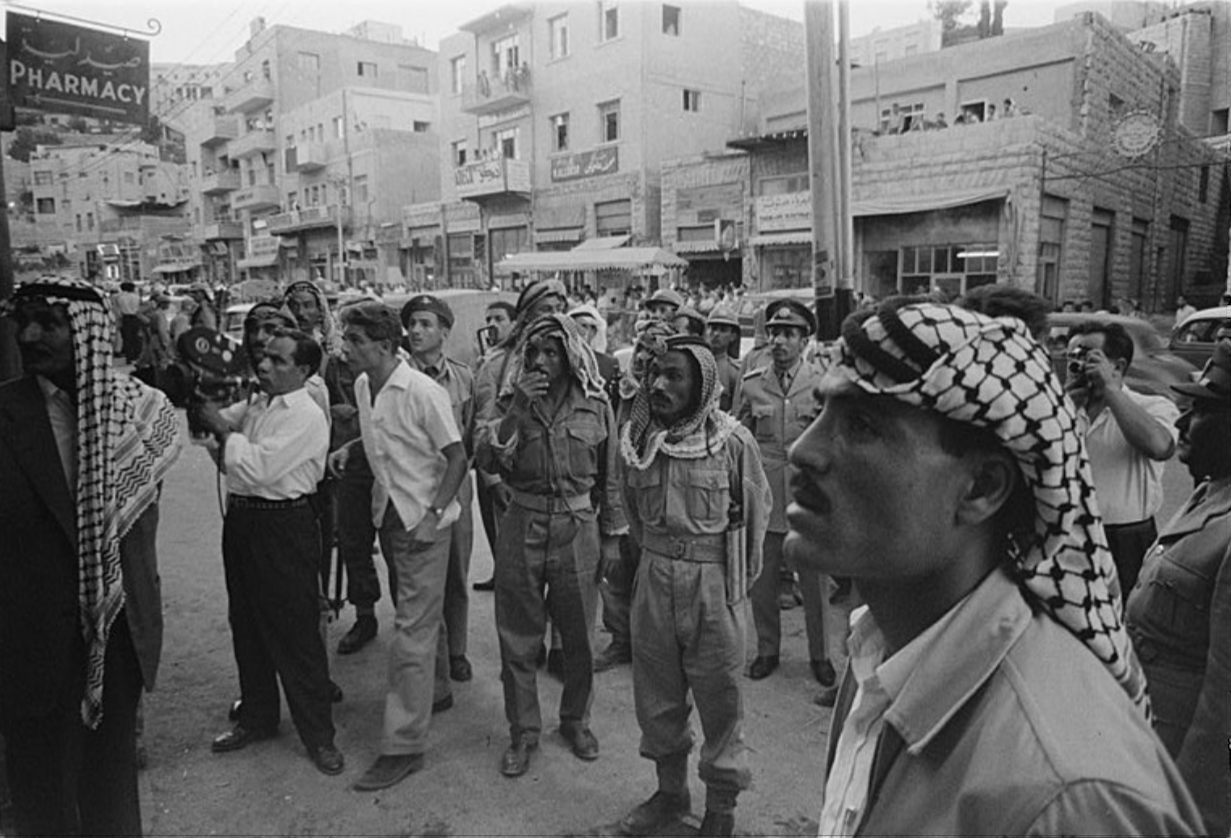
Cittadini nelle strade di Amman in Giordania ascoltano le notizie provenienti dall'Iraq nei giorni del golpe

Nelle prime ore del 14 luglio 1958 le truppe di Arif presero il controllo della stazione radio di Baghdad, che divenne rapidamente il quartier generale dei golpisti, e trasmisero il primo annuncio dell'avvenuta rivoluzione. Nel suo discorso, Arif «denunciò l'imperialismo e la cricca al potere; proclamò una nuova repubblica e la fine del vecchio regime [...] annunciò un consiglio di sovranità temporaneo composto da tre membri per assumere le funzioni di presidenza; e promise una futura elezione per un nuovo presidente». Arif inviò quindi due distaccamenti, uno a prendere possesso del Palazzo reale di al-Rahab per catturare il re Faisal II e il principe ereditario Abd al-Ilah, e l'altro verso la residenza del primo ministro al-Sa'id. Nonostante la presenza della guardia reale al Palazzo, per ordine del principe ereditario non fu opposta alcuna resistenza; non è chiaro tuttavia quali ordini furono dati al distaccamento di guardia al palazzo e quale livello di forza esso disponesse. Intorno alle 08:00 circa il re, il principe ereditario, la principessa Hiyam (moglie di al-Ilah), la principessa Nafeesa (madre di al-Ilah) la principessa Abadiya bint Ali (zia di Faisal), altri membri della famiglia reale e diversi componenti della servitù vennero aggrediti e uccisi mentre lasciavano il palazzo; solo la principessa Hiyam sfuggì al massacro, sebbene non sia chiaro come e perché ciò avvenne. Al-Sa'id riuscì invece a sfuggire alla cattura perché messo sull'allerta dal rumore dei primi spari, e fuggì attraverso il Tigri.
A mezzogiorno Qasim arrivò a Baghdad con le sue truppe e stabilì il suo quartier generale nel palazzo del Ministero della difesa. Tutta l'attenzione dei cospiratori venne dedicata alla cattura di al-Sa'id, sulla cui testa venne posta una taglia di 10000 dinari iracheni, e un'imponente caccia all'uomo ebbe inizio. Il 15 luglio al-Sa'id venne infine avvistato in una strada del quartiere di al-Battawin a Baghdad, mentre tentava di scappare vestito di una abaya da donna; al-Sa'id e il complice che lo accompagnava vennero entrambi immediatamente uccisi a colpi di arma da fuoco, e i loro corpi sepolti nel pomeriggio in un cimitero del quartiere di Bab Al-Moatham. Violenze di massa fecero seguito al colpo di stato: spronate da Arif a liquidare i traditori, folle senza controllo scesero nelle vie di Baghdad, presero il corpo del principe ereditario al-Ilah dal Palazzo reale, lo mutilarono e lo trascinarono per le strade per poi impiccarlo davanti al Ministero della difesa. Diversi stranieri ospitati nell'hotel di Baghdad, tra cui cittadini statunitensi e giordani, vennero assaliti e uccisi dalla folla, e le violenze cessarono solo dopo che Qasim ebbe proclamato l'istituzione di un coprifuoco; questa misura non impedì comunque che il corpo di al-Sa'id venisse dissotterrato, mutilato e portato in parata lungo le strade della capitale.

## Conseguenze

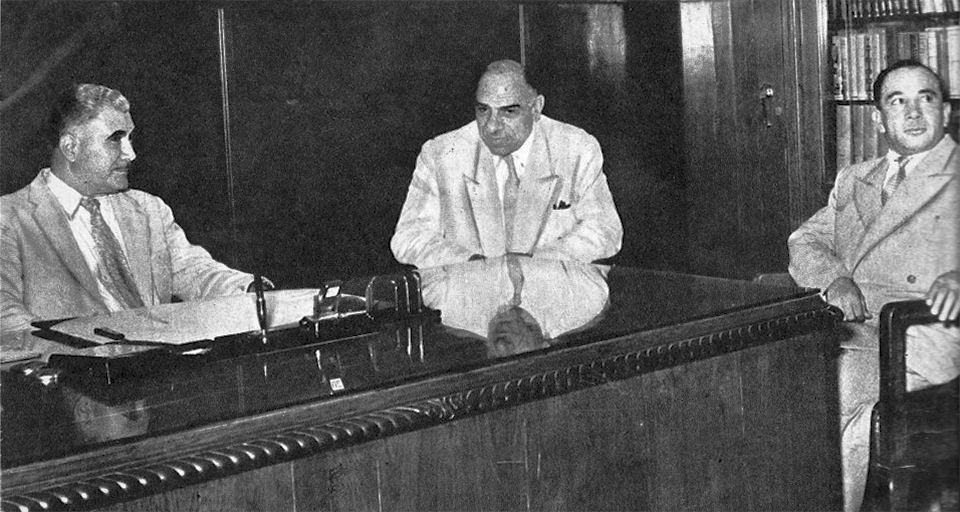
Il Consiglio di sovranità insediato alla guida dell'Iraq dopo la rivoluzione: da sinistra, al-Ruba'i, Mahdi Kubba e al-Naqshabandi

Il colpo di stato di Qasim colse completamente di sorpresa il governo statunitense. Il direttore della Central Intelligence Agency Allen Dulles disse al presidente Dwight D. Eisenhower di credere che Nasser fosse dietro al golpe, e paventò la possibilità che un effetto a catena scuotesse tutto il Medio Oriente portando al rovesciamento dei governi in carica anche in Giordania, Arabia Saudita, Turchia e Iran. La monarchia hashemita irachena rappresentava un affidabile alleato delle potenze occidentali nel contrasto all'avanzata sovietica in Medio Oriente, quindi il colpo di stato comprometteva tutta la posizione di Washington nella regione. In risposta al colpo di stato iracheno, truppe britanniche vennero subito inviate a proteggere la monarchia giordana mentre un corpo di spedizione statunitense prese terra in Libano per porre fine ai combattimenti intestini tra le fazioni libanesi e sostenere il governo del presidente Chamoun.
Tredici giorni dopo il golpe, venne annunciata la stesura di una costituzione provvisoria in attesa che un referendum portasse all'approvazione di un testo definitivo. In base a questa costituzione provvisoria, l'Iraq divenne una repubblica, parte di una più ampia "nazione araba", e l'Islam venne proclamato ufficialmente come religione di Stato. Sia il Senato che la Camera dei deputati iracheni vennero aboliti: tanto il potere legislativo quanto il potere esecutivo vennero attribuiti al consiglio dei ministri, sotto l'approvazione generale di un "Consiglio di sovranità". Qasim tenne per sé le cariche più importanti, divenendo primo ministro e ministro della difesa; Arif fu nominato vice primo ministro, ministro degli interni e vice comandante in capo delle forze armate. La presidenza del Consiglio di sovranità andò al generale Muhammad Najib al-Ruba'i; il consiglio, che svolgeva le funzioni di presidenza della repubblica, era composto da tre membri in rappresentanza dei tre principali gruppi etnico-religiosi dell'Iraq: oltre ad al-Ruba'i in rappresentanza degli arabi sunniti, Muhammad Mahdi Kubba rappresentava gli arabi sciiti e Khalid al-Naqshabandi i curdi. Il consiglio dei ministri era composto da esponenti provenienti da tutto lo spettro politico del paese, annoverando due rappresentanti del Partito Democratico Nazionale, uno del Partito al-Istiqlal, uno del Partito Ba'th e un rappresentante dei gruppi marxisti.
Nel marzo 1959 il nuovo Iraq repubblicano si ritirò ufficialmente dal Patto di Baghdad e iniziò a tessere alleanze con le nazioni guidate da regimi comunisti, inclusa l'Unione Sovietica; questo portò alla legalizzazione da parte di Qasim delle attività del Partito Comunista Iracheno, prima ridotto in clandestinità.